# Shaul Mofaz
Shaul Mofaz (in ebraico שאול מופז‎?; in farsi: شائول موفاز; Teheran, 4 novembre 1948) è un ex generale e politico israeliano.

## Biografia
Nato in una famiglia di origine ebraica iraniana, si arruolò nelle forze di difesa israeliane (IDF) nel 1966 e prestò servizio nella brigata paracadutisti. Ha combattuto nella guerra dei sei giorni, nella guerra dello Yom Kippur, la guerra del Libano del 1982 e partecipò all'operazione Entebbe in uno sforzo congiunto fra paracadutisti e le forze speciali della Sayeret Matkal. Nel 1988 divenne il sedicesimo capo di stato maggiore generale, in servizio fino al 2002.
Dopo l'abbandono dell'esercito, Mofaz è entrato in politica. Fu nominato ministro della difesa nel 2002, ricoprendo la carica fino al 2006, quando fu eletto alla Knesset nella lista Kadima. In seguito è stato vice primo ministro e ministro dei trasporti e della sicurezza stradale fino al 2009. Dopo essere diventato leader di Kadima, nel marzo 2012 è diventato leader dell'opposizione, prima di tornare al gabinetto durante un periodo di 70 giorni in cui è stato primo ministro ad interim, vice primo ministro e ministro senza portafoglio. La presenza di Kadima nel parlamento si ridusse a soli due seggi durante le elezioni del 2013. Di conseguenza Mofaz si è ritirato dalla politica poco prima delle elezioni del 2015.